# Gerald Kuchling
Gerald Kuchling (* 22. Dezember 1952) ist ein österreichisch-australischer Herpetologe, der auf die Erforschung und den Erhalt von gefährdeten Schildkrötenarten spezialisiert ist. Er hat sich besondere Verdienste um den Schutz der Arten Pseudemydura umbrina in Australien, Erymnochelys madagascariensis in Madagaskar, Batagur trivittata in Myanmar und Rafetus swinhoei in China erworben und wirkte auch am Schutz von Chelodina mccordi, Elusor macrurus, Astrochelys yniphora, Pyxis planicauda und anderen mit. Eine Art – Chelodina kuchlingi (Kuchlings Schlangenhalsschildkröte), die in Kimberley (Westaustralien) vorkommt – ist nach ihm benannt.

## Biografie
Kuchling studierte Zoologie und Physiologie an der Universität Wien. Von 1972 bis 1975 arbeitete er als Forschungsassistent im Naturhistorischen Museum in Wien. 1979 schloss er sein Doktorat an der Universität Wien mit einer Arbeit über die Griechische Landschildkröte ab. Nach einem Post-Doc an der Universität Göttingen arbeitete er ab 1984 in Madagaskar.
1987 ging er mit seiner Frau, der Autorin und Künstlerin Guundie Kuchling, nach Australien, um die Falsche Spitzkopfschildkröte (Pseudemydura umbrina) vor dem Aussterben zu bewahren. Die Spezies hatte eine weltweite Population von weniger als 50 Exemplaren und ließ sich bis dato nicht in Gefangenschaft vermehren. Kuchling gelang es am Perth Zoo, die Spezies zu vermehren, und ab 1994 wieder auszuwildern.
In den 1990er Jahren entwickelte er eine Strategie für den Erhalt der Madegassischen Schienenschildkröte  (Erymnochelys madagascariensis).
Kuchling arbeitete als Forscher am Department of Environment and Conservation von Western Australia sowie als Senior Lecturer an der School of Animal Biology der University of Western Australia.
2002 entdeckte er die Birmesische Dachschildkröte (Batagur trivittata) wieder, nachdem das letzte Exemplar im Jahr 1935 gesichtet worden war, und initiierte ein Zuchtprogramm am Zoo von Mandalay.
Seit 2007 leitet Kuchling das Zuchtprogramm für die Jangtse-Riesenweichschildkröte (Rafetus swinhoei) in den Zoos von Changsha und Suzhou.

## Werke

### Monografien (Auswahl)
- The Reproductive Biology of the Chelonia. Berlin/Heidelberg: Springer, 1999; ISBN 978-3-642-80416-8.
- (mit Andrew A. Burbridge) Western Swamp Tortoise (pseudemydura umbrina) Recovery Plan. Department of Conservation and Land Management, ³2004; ISSN 0816-9713.

### Artikel (Auswahl)
- Endoscopic Sex Determination in Juvenile Freshwater Turtles, Erymnochelys madagascariensis: Morphology of Gonads and Accessory Ducts. In: Chelonian Conservation and Biology (2006) 5 (1): 67–73.
- (mit  Anders G. J. Rhodin, Bonggi R. Ibarrondo, Colin R. Trainor) A New Subspecies of the Snakeneck Turtle Chelodina mccordi from Timor-Leste (East Timor). In: Chelonian Conservation and Biology (2007) 6 (2): 213–222.
- (mit Keith Morris, Manda Page, Rebecca Kay, Juanita Renwick, Anthony Desmond, Sarah Comer, Allan Burbidge, Collen Sims) Forty years of fauna translocations in Western Australia: lessons learned. In: Doug Armstrong, Matthew Hayward, Dorian Moro, Philip Seddon (Hg.): Advances in Reintroduction Biology of Australian and New Zealand Fauna. Csiro, 2015; S. 2017ff; ISBN 1486303021.